# 찰 (음료)
찰(Chal, 카자흐어: шұбат)은 카자흐스탄과 투르크메니스탄에서 쉽게 찾아볼 수 있는 음료이다. 발효된 낙타젖으로 만들어지며, 탄산이 들어간다. 맛은 신맛이 강하게 난다. 중앙아시아 중에서도 카자흐스탄과 투르크메니스탄에서 유명하다. 카자흐스탄에서는 "슈바트"(영어: Shubat)라고 불리며 많은 사람들이 여름에 찰을 주식으로 삼을 만큼 찰은 유명한 여름 음식이다. 하지만 까다로운 준비 요건과 상하기 쉬운 찰 특유의 성질로 인해 찰을 수출하기는 매우 어렵다. 이는 찰이 처음으로 만들어진 카자흐스탄과 투르크메니스탄 외의 다른 나라에서 찰을 찾아볼 수 없는 이유이기도 하다. 발효된 크림의 일종인 "아가란"(영어: Agaran)은 찰의 표면층에서 얻어진다.
발효된 찰은 갓 얻어진 낙타젖과 소젖(우유)에서 발견할 수 없는 살균과 바이러스 억제 기능을 가지고 있다. 이 특성은 차갑게 건조된 찰에서도 나타난다. 또한 이 특성은 유통기한에도 영향을 받지 않는다.
찰을 만들 때에는 발효된 낙타젖이 사용된다. 이때 쓰이는 낙타젖은 도자기에 보관되며 발효된 낙타젖을 사용한 후에는 갓 짠 소젖(우유)을 넣기도 한다.

## 같이 보기
- 아이란
- 카자흐스탄 요리